# 傣那语
傣那语，又称傣纳语、德宏傣語，是德宏傣族人的語言，主要分佈於中國云南省的德宏傣族景頗族自治州、普洱市、临沧市和保山市，缅甸、老挝也有分布。屬於侗台語系台语支，和泰語有親屬關係。有自己的文字——德宏傣文，或叫傣纳文，類型屬於元音附標文字。中國官方認定操該語言的族群為傣族的一支，並把德宏傣文整理成德宏自治州的官方語文。緬甸官方認定操該語言的族群為撣族。德宏傣语和掸语十分接近。

## 方言
德宏傣语在中国境内分为两个土语。
- 德保土语：分布在德宏傣族景頗族自治州和保山市，33万人使用。
- 孟耿土语：分布在普洱市的孟连傣族拉祜族佤族自治县和临沧市的耿马傣族佤族自治县等地，21万人使用。

两个土语语音上有一定差异，语法和词汇方面差异不大。孟耿土语区的傣族大多是从德宏州迁去的。

## 語音
德宏傣語以德保土语的芒市话为标准音。

### 声母
德宏傣語有18個声母。
|                | 清音 | 清音 | 清音 | 浊音 |
| 双唇音         | p    | pʰ   |      | m    |
| 唇齿音         |      |      | f    | v    |
| 齿龈音、硬腭音 | t    | tʰ   |      | l    |
| 齿龈音、硬腭音 | ʦ    | ʦʰ   | s    | j    |
| 软腭音         | k    | kʰ   | x    | ŋ    |
| 喉音           | ʔ    |      | h    |      |

其中kʰ和ʦʰ两个声母只用于现代汉语借词。
元音[i]、[e]和[ɛ]会使之前的辅音发生腭化，例如聲母[ʦ-]和[s-]齶化爲[ʨ-]和[ɕ-]。

### 韵母
德宏傣語有10個單元音。
| i | ɯ  | u |
| e | ə  | o |
| ɛ | a  | ɔ |
|   | aː |   |

9个韻尾：ɯ, i, u, m, n, ŋ, p, t, k。
元音和韻尾組合成84個韻母。其中单元音韵母9个，複合元音韵母15个，鼻音韵母30个，塞音韵母30个。
|    | aː  | i  | e  | ɛ  | u  | o  | ɔ  | ɯ  | ə  |
| aɯ |     |    |    |    |    |    |    |    |    |
| ai | aːi |    |    |    | ui | oi | ɔi | ɯi | əi |
| au | aːu | iu | eu | ɛu |    |    |    | ɯu | əu |

### 聲調
德宏傣語有6個聲調：
1. 陽去（中平33）
2. 陽平（高平55）
3. 陰去、長陰入（低平11）
4. 陰上（低降31）
5. 陽上、陽入（高降53）
6. 陰平、短陰入（高升35）

以p, t, k為韻尾的促聲只可能是第三、第五或第六聲調。以ap, at, ak為韻母的音節不能是長陰入調。
在和其他侗台语比较时，通常按如下顺序排列声调：陰平、陽平、陰上、陽上、陰去、陽去、短陰入、陽入、長陰入，依次为第1至9调。
傣仂語的現代漢語借詞一般借自西南官話。
| 西南官話聲調 | 陰平        | 陽平        | 上聲        | 去聲        |
| 傣那语聲調   | 陽去 （33） | 陽上 （53） | 陽平 （55） | 陰去 （11） |

漢語入聲字在西南官話派入陽平，但是在傣那語的現代漢語借詞中一般是陰上調（31）。

### 語音演變
原始侗台語的濁音聲母清化（*b變成p，*d變成t，*g變成k），先喉塞音聲母變為響音（*ˀb變成m或v，*ˀd變成l）。
| 原始侗台語聲母 | *dʱ | *ˀn，*n̥ | *ˀd | *t | *d | *n |
| 傣那語聲母     | tʰ  | l       | l   | t  | t  | l  |

| 陰調 | 陽調 |

原始侗台語的聲調發生分裂。
| 原始侗台語聲母 | *dʱ            | *ˀn，*n̥        | *ˀd            | *t             | *d   | *n   |
| 原始侗台語平聲 | 陰平           | 陰平           | 陽去           | 陽去           | 陽平 | 陽平 |
| 原始侗台語上聲 | 陰上           | 陰上           | 陰上           | 陰上           | 陽上 | 陽上 |
| 原始侗台語去聲 | 陰去           | 陰去           | 陰去           | 陰去           | 陽去 | 陽去 |
| 原始侗台語入聲 | 短陰入、長陰入 | 短陰入、長陰入 | 短陰入、長陰入 | 短陰入、長陰入 | 陽入 | 陽入 |

## 文字
德宏傣语和掸语原本用同一种文字书写，这种文字借用自缅文，是圆体。后来由于德宏傣语主要用毛笔书写，14世纪时产生了近代略带方体的德宏傣文字母形式。
傣绷人仍然用圆体书写德宏傣语的傣绷方言，称为傣绷文。
德宏傣文過去並不標出聲調，並且不能區別一些元音，所以1956年做了文字改革。1988年又改革了標聲調的方法，使用聲調字母，而不再使用變音符號。
當代字母表共有35個字母，其中5個字母表示聲調。統一碼在U+1950-U+1974區為它制定了字符編碼。

## 外部連結
- Ethnologue上的德宏傣語 （页面存档备份，存于）
- 德宏傣文简介
- 傣语、傣文
- 云南省语言文字网
- 德宏傣文字母（英文） （页面存档备份，存于）
- 德宏傣文Unicode编码 （页面存档备份，存于）

1. ↑  Hammarström, Harald; Forkel, Robert; Haspelmath, Martin; Bank, Sebastian (编). . . Jena: Max Planck Institute for the Science of Human History. 2016.